# Shirley Bassey
Dame Shirley Veronica Bassey (n. 8 ianuarie 1937, Cardiff, Țara Galilor, Regatul Unit) este o cântăreață galeză, cunoscută pentru cântecele sale din filmele cu James Bond (Goldfinger din 1964, Diamonds are Forever din 1971, și Moonraker din 1979).